# La alegría de la huerta (película de 1940)
 La alegría de la huerta  es una película española ambientada en la huerta murciana y dirigida por Ramón Quadreny. Se estrenó en el año 1940 y cuenta con números musicales extraídos de la zarzuela homónima de Federico Chueca. B/N

## Argumento
Los protagonistas son Carola y Alegrías, que están enamorados una del otro. Pero Alegrías es un joven muy tímido, y eso hace que Carola acepte la propuesta de otro joven más decidido. Sin embargo, como ama a Alegrías, ante su decisión de abandonar el pueblo murciano donde se desarrolla la trama, decide confesarle sus sentimientos.